# Mention Tractatus
 (janvier 2016).
Si vous disposez d'ouvrages ou d'articles de référence ou si vous connaissez des sites web de qualité traitant du thème abordé ici, merci de compléter l'article en donnant les références utiles à sa vérifiabilité et en les liant à la section « Notes et références ».
La mention Tractatus était un système permettant à une agence de presse de diffuser  des dépêches hors de sa zone d'influence, sans demander son avis à l'agence partenaire couvrant cette zone. Réclamé par l'Agence Continentale allemande[précision nécessaire], ce système a été principalement utilisé par elle. Il est considéré par les historiens comme un facteur d'affaiblissement de cette agence à la veille de la première guerre mondiale, mais aussi de sa partenaire l'Agence Havas, qui a dû appliquer la nouvelle règle en Amérique du Sud. C'est une entorse au principe du monopole de la distribution, au sein des territoires réciproques, de chacune des trois agences alliées : l'Agence Havas, Reuters et l'Agence Continentale.
L'Agence Continentale obtient ainsi[Comment ?] le droit de communiquer directement des dépêches aux journaux étrangers, sans passer par l'agence partenaire couvrant le pays, à condition de ne pas dépasser 20 % du volume de dépêches que cette agence partenaire diffuse à ses clients du pays. Cette agence partenaire n'a plus le droit de filtrer : elle est obligée de la diffuser, la dépêche portant la mention « Tractatus ».
Le système prévoit de faire précéder la dépêche du mot conventionnel « Tractacus », ce qui signifie que l'agence expéditrice les envoie « dans un but exclusivement politique », selon l'historien Michaël Palmer. Les frais de transport sont payés par l'agence émettrice.
Le système a principalement été utilisé à destination de la presse sud-américaine : les journaux de Buenos Aires et Rio de Janeiro reçoivent de l'Agence Continentale des services gratuits ou quasiment gratuits, dans une zone traditionnellement couverte par l'Agence Havas, basée à Paris, à une époque de tensions entre la France et l'Allemagne. Cette domination de l'Agence Havas sur le continent sud-américain est progressivement remise en cause. Grâce à la construction de câbles par la société Gesellschaft Kabelgramm, les milieux politiques et diplomatiques allemands se sont « imaginé de faire parvenir en Amérique latine, dans certaines circonstances, quelques nouvelles favorables à leurs intérêts », aux frais de l'Agence Continentale, a observé l'historien Michaël Palmer.
Ce sont alors les agents des sociétés allemandes Plaut à Buenos Aires, et Worweck au Chili, qui sont chargés de suppléer à Havas. Plus généralement, les Allemands, dans l'installation en Amérique du Sud, s'affirment de jour en jour, dans le désir de conquêtes commerciales et politiques. Revers de la médaille, certains clients n'apprécient pas ces petits arrangements. Le journal argentin La Nación va jusqu'à se désabonner des services de l'Agence Havas.[pas clair]